# Clash at Bowman Gray Stadium
Il Busch Light Clash è una gara di esibizione che precede l'inizio ufficiale delle NASCAR Cup Series e che si tiene ogni anno nel mese di febbraio prima della Daytona 500. La gara si è sempre tenuta presso l'ovale di Daytona dalla sua prima edizione (1979) fino al 2021, quando è stata trasferita presso il Los Angeles Memorial Coliseum di Los Angeles (California) nel 2022. Quando veniva disputato a Daytona, il Clash costituiva, insieme alla BRANDT 200 delle ARCA Menards Series, la prima gara di lancio delle cosiddette Daytona Speedweeks, ovvero l'insieme di eventi che precedono la più nota Daytona 500. Insieme alla NASCAR All-Star Race, il The Clash è una delle due gare che non assegna punti ai fini della classifica del campionato NASCAR.
Per la maggior parte della sua storia, il The Clash è stato sponsorizzato dalla Anheuser-Busch (che possiede i marchi Busch Beer e Budweiser). Nel 2013 la Anheuser-Busch decide di interrompere la sua sponsorizzazione delle Daytona Speedweeks a favore delle Duel races (che nel frattempo erano diventate prive della loro sponsorizzazione storica con la Gatorade). Il The Clash, dunque, riceve la sponsorship della Sprint, main sponsor delle Cup Series dell'epoca, introducendo prima la denominazione di questo evento come "The Shootout", poi quella di "Unlimited". Quando la Sprint lascia la NASCAR dopo la fine della stagione 2016, con la stagione 2017 è la Advance Auto Parts a sponsorizzare l'evento che riassume il nome originario di "The Clash". Nel 2020 la Advance Auto Parts decide di interrompere la sua sponsorizzazione della gara, a cui si sostituisce quella della Anheuser-Busch (che, nel frattempo, dal 2016 non sponsorizzava più le Duel races), che dura ancora tutt'oggi.
Nel 2021, dopo che per tutta la sua storia l'evento si era sempre tenuto nell'ovale di Daytona, si è deciso di tenerla nel Daytona Road Course per alcuni problemi logistici sorti con il concomitante evento del Super Bowl LV, ma anche per testare la settima generazione di telai (posticipata con lo scoppio della pandemia di COVID-19). Nel 2022 la gara si è definitivamente allontanata da Daytona per la prima volta nella sua storia, tenendosi invece presso il Los Angeles Memorial Coliseum per lanciare pubblicamente i nuovi telai. L'edizione 2022 del The Clash è stata la prima gara NASCAR a tenersi in uno stadio: l'ultima occasione si era avuta nel 1956, con una gara tenutasi presso il Soldier Field di Chicago. La stessa edizione 2022 è stata anche la prima a non essere un evento esclusivamente riservato a piloti invitati.

## Storia
L'idea dell'evento, che assume la denominazione iniziale di Busch Clash, nasce da Monty Roberts, allora brand manager del marchio Busch Beer (in precedenza Busch Bavarian Beer), per promuovere il nuovo marchio. Roberts aveva avuto già un notevole successo promuovendo il marchio Mercury mentre lavorava per la Ford ed aveva fatto parte anche della direzione dell'Ontario Motor Speedway. Conoscendolo, Roberts è convinto che il mondo delle corse sia un buon canale promozionale. Nelle prime edizioni il formato è quello di una gara percorsa sulle 50 miglia senza pit stop, a cui partecipano tutti i piloti che nella stagione precedente hanno ottenuto almeno una pole position (consentendo in tal modo la promozione dell'evento come la "gara più veloce" della stagione). La gara quindi offre un notevole incentivo per i piloti ad ottenere la prima posizione in griglia, risultato che la NASCAR in quel periodo premia con un'esigua somma di denaro e che non assegna punti per il campionato.
Il The Clash, inoltre, è anche un modo per aumentare notevolmente l'attenzione sulle Daytona Speedweeks che precedono la Daytona 500. In precedenza, le Speedweeks non vedono la partecipazione dei piloti più famosi che partecipano alle Winston Cup Series, i quali arrivano sul circuito della Florida soltanto il mercoledì precedente la gara. Il Busch Clash, invece, permette a questi piloti di parteciparvi e soprattutto in diretta televisiva sulla CBS.
L'edizione del 1987, vinta da Bill Elliott, è stata completata ad una media di 197.802 miglia orarie (mph). Ad oggi è la gara che ha registrato la più alta velocità media di tutta la storia della NASCAR (anche se non assegnava punti per il campionato).
Nell'edizione 2013 (che intanto aveva assunto il nome di "Sprint Unlimited at Daytona") introduce un nuovo formato che prevede una votazione da parte dei tifosi e che coinvolge alcuni aspetti della competizione.
Nel 2017 l'evento assume la denominazione di "Advance Auto Parts Clash", dopo l'accordo pluriennale concluso tra l'azienda e la NASCAR per la sua sponsorizzazione. L'edizione 2017 è stata rinviata alla giornata di domenica per le cattive condizioni meteo, diventando la prima edizione dal 2006 ad essere disputata di giorno.
È del 2020 il ritorno della Anheuser-Busch come main sponsor della gara, riportando in vita il nome di "Busch Clash".
Nel 2021 la gara non viene disputata sull'ovale di Daytona ma nel suo circuito interno. L'intenzione originaria è quella di contenere i costi e far utilizzare alle squadre il vecchio telaio delle stock car di sesta generazione, mentre la settima generazione avrebbe dovuto debuttare nella successiva Daytona 500.
Per l'edizione 2022 l'intenzione originaria della NASCAR è quella di ritornare alla normale programmazione (che nel 2021 era stata modificata per via del concomitante Super Bowl LV disputato nella vicina Tampa), utilizzando sempre le auto di sesta generazione nel circuito interno di Daytona. Tutto cambia con la decisione presa dalla NFL di spostare il Super Bowl LVI una settimana prima, ovvero in concomitanza delle Daytona Speedweeks. La NASCAR, dunque, prende la decisione di rinominare l'evento come "Busch Light Clash" e di trasferire l'evento al Los Angeles Memorial Coliseum (quindi lontano da Daytona per la prima volta nella sua storia) e nel fine settimana tra le finali di conference della NFL e il Super Bowl LVI (che in quell'edizione si teneva sempre in California, a Inglewood). Nel giugno 2022 la NASCAR annuncia che anche l'edizione 2023 si sarebbe disputata nella nuova location e, successivamente, anche nel 2024. Quest'ultima edizione è stata anticipata al sabato, per la previsione di pessime condizioni meteo a Los Angeles nel giorno originariamente stabilito per l'evento, la domenica.

## Formato
Il 14 settembre 2021 la NASCAR annuncia lo spostamento dell'evento presso il Los Angeles Memorial Coliseum; conseguentemente, data la natura del tracciato, il 9 novembre 2021 rende noto i formato dell'evento, con qualche modifica introdotta nel successivo 21 dicembre, tra cui l'aumento dei piloti inseriti in ogni batteria (da 4 a 5), espandendo in tal modo il numero di piloti partecipanti all'evento da 23 a 27.
- All'evento possono partecipare tutti i piloti e tutte le squadre.
- Vengono disputate in totale sette gare, per un totale di 350 giri.
- Alle qualifiche partecipano i 36 chartered teams e fino a 4 non-chartered teams, che però accedono all'evento solo con qualificazione.
- Vengono formate 4 batterie, ognuna delle quali disputa una gara di 25 giri.
- I primi 5 piloti di ogni batteria si qualificano per la fase successiva. Il resto dei piloti accede ad una delle due batterie di ripescaggio, le "Last Chance Qualifiers" (LCQ), disputate sulla lunghezza di 50 giri.
- I primi 3 piloti di ogni LCQ vengono schierati nelle ultime posizioni in griglia di partenza della gara finale.
- Il pilota non qualificato alla gara finale con il più alto punteggio nella classifica piloti della stagione precedente, viene schierato nell'ultima posizione in griglia.
- La gara finale si corre su 150 giri.

## Albo d'oro
Fonti: Racing Reference; Jayski's Silly Season Site
| Anno                                                       | Data                                                | Pilota                                              | Team                                                | Vettura                                             | Distanza                                            | Distanza                                            | Tempo                                               | Velocità media (mph)                                | Resoconto                                           |
| Anno                                                       | Data                                                | Pilota                                              | Team                                                | Vettura                                             | Giri                                                | Miglia                                              | Tempo                                               | Velocità media (mph)                                | Resoconto                                           |
| Daytona International Speedway - ovale (2,5 miglia)        | Daytona International Speedway - ovale (2,5 miglia) | Daytona International Speedway - ovale (2,5 miglia) | Daytona International Speedway - ovale (2,5 miglia) | Daytona International Speedway - ovale (2,5 miglia) | Daytona International Speedway - ovale (2,5 miglia) | Daytona International Speedway - ovale (2,5 miglia) | Daytona International Speedway - ovale (2,5 miglia) | Daytona International Speedway - ovale (2,5 miglia) | Daytona International Speedway - ovale (2,5 miglia) |
| ---------------------------------------------------------- | --------------------------------------------------- | --------------------------------------------------- | --------------------------------------------------- | --------------------------------------------------- | --------------------------------------------------- | --------------------------------------------------- | --------------------------------------------------- | --------------------------------------------------- | --------------------------------------------------- |
| 1979                                                       | 11 febbraio                                         | Buddy Baker                                         | Harry Ranier                                        | Oldsmobile                                          | 20                                                  | 50                                                  | 0:15:26                                             | 194.384                                             | Resoconto                                           |
| 1980                                                       | 10 febbraio                                         | Dale Earnhardt                                      | Rod Osterlund                                       | Oldsmobile                                          | 20                                                  | 50                                                  | 0:15:39                                             | 191.693                                             | Resoconto                                           |
| 1981                                                       | 8 febbraio                                          | Darrell Waltrip                                     | Junior Johnson                                      | Buick                                               | 20                                                  | 50                                                  | 0:15:52                                             | 189.076                                             | Resoconto                                           |
| 1982                                                       | 7 febbraio                                          | Bobby Allison                                       | DiGard Motorsports                                  | Buick                                               | 20                                                  | 50                                                  | 0:15:39                                             | 191.693                                             | Resoconto                                           |
| 1983                                                       | 14 febbraio*                                        | Neil Bonnett                                        | RahMoc Enterprises                                  | Chevrolet                                           | 20                                                  | 50                                                  | 0:15:35                                             | 192.513                                             | Resoconto                                           |
| 1984                                                       | 12 febbraio                                         | Neil Bonnett                                        | Junior Johnson                                      | Chevrolet                                           | 20                                                  | 50                                                  | 0:15:33                                             | 195.926                                             | Resoconto                                           |
| 1985                                                       | 10 febbraio                                         | Terry Labonte                                       | Billy Hagan                                         | Chevrolet                                           | 20                                                  | 50                                                  | 0:15:19                                             | 195.865                                             | Resoconto                                           |
| 1986                                                       | 8 febbraio                                          | Dale Earnhardt                                      | Richard Childress Racing                            | Chevrolet                                           | 20                                                  | 50                                                  | 0:15:19                                             | 195.865                                             | Resoconto                                           |
| 1987                                                       | 8 febbraio                                          | Bill Elliott                                        | Melling Racing                                      | Ford                                                | 20                                                  | 50                                                  | 0:15:10                                             | 197.802                                             | Resoconto                                           |
| 1988                                                       | 7 febbraio                                          | Dale Earnhardt                                      | Richard Childress Racing                            | Chevrolet                                           | 20                                                  | 50                                                  | 0:15:40                                             | 191.489                                             | Resoconto                                           |
| 1989                                                       | 12 febbraio                                         | Ken Schrader                                        | Hendrick Motorsports                                | Chevrolet                                           | 20                                                  | 50                                                  | 0:15:33                                             | 192.926                                             | Resoconto                                           |
| 1990                                                       | 11 febbraio                                         | Ken Schrader                                        | Hendrick Motorsports                                | Chevrolet                                           | 20                                                  | 50                                                  | 0:15:36                                             | 192.308                                             | Resoconto                                           |
| 1991                                                       | 10 febbraio                                         | Dale Earnhardt                                      | Richard Childress Racing                            | Chevrolet                                           | 20                                                  | 50                                                  | 0:15:50                                             | 189.474                                             | Resoconto                                           |
| 1992                                                       | 8 febbraio                                          | Geoff Bodine                                        | Bud Moore Engineering                               | Ford                                                | 20                                                  | 50                                                  | 0:15:52                                             | 189.076                                             | Resoconto                                           |
| 1993                                                       | 7 febbraio                                          | Dale Earnhardt                                      | Richard Childress Racing                            | Chevrolet                                           | 20                                                  | 50                                                  | 0:16:03                                             | 186.916                                             | Resoconto                                           |
| 1994                                                       | 13 febbraio                                         | Jeff Gordon                                         | Hendrick Motorsports                                | Chevrolet                                           | 20                                                  | 50                                                  | 0:15:53                                             | 188.877                                             | Resoconto                                           |
| 1995                                                       | 12 febbraio                                         | Dale Earnhardt                                      | Richard Childress Racing                            | Chevrolet                                           | 20                                                  | 50                                                  | 0:15:55                                             | 188.482                                             | Resoconto                                           |
| 1996                                                       | 11 febbraio                                         | Dale Jarrett                                        | Robert Yates Racing                                 | Ford                                                | 20                                                  | 50                                                  | 0:16:13                                             | 184.995                                             | Resoconto                                           |
| 1997                                                       | 9 febbraio                                          | Jeff Gordon                                         | Hendrick Motorsports                                | Chevrolet                                           | 20                                                  | 50                                                  | 0:16:11                                             | 185.376                                             | Resoconto                                           |
| 1998                                                       | 8 febbraio                                          | Rusty Wallace                                       | Penske Racing                                       | Ford                                                | 25                                                  | 62,5                                                | 0:20:57                                             | 178.998                                             | Resoconto                                           |
| 1999                                                       | 7 febbraio                                          | Mark Martin                                         | Roush Racing                                        | Ford                                                | 25                                                  | 62,5                                                | 0:20:38                                             | 181.745                                             | Resoconto                                           |
| 2000                                                       | 13 febbraio                                         | Dale Jarrett                                        | Robert Yates Racing                                 | Ford                                                | 25                                                  | 62,5                                                | 0:20:34                                             | 182.334                                             | Resoconto                                           |
| 2001                                                       | 11 febbraio                                         | Tony Stewart                                        | Joe Gibbs Racing                                    | Pontiac                                             | 70                                                  | 175                                                 | 0:58:00                                             | 181.036                                             | Resoconto                                           |
| 2002                                                       | 10 febbraio                                         | Tony Stewart                                        | Joe Gibbs Racing                                    | Pontiac                                             | 70                                                  | 175                                                 | 0:57:55                                             | 181.295                                             | Resoconto                                           |
| 2003                                                       | 8 febbraio                                          | Dale Earnhardt, Jr.                                 | Dale Earnhardt, Inc.                                | Chevrolet                                           | 70                                                  | 175                                                 | 0:58:04                                             | 180.827                                             | Resoconto                                           |
| 2004                                                       | 7 febbraio                                          | Dale Jarrett                                        | Robert Yates Racing                                 | Ford                                                | 70                                                  | 175                                                 | 1:09:37                                             | 150.826                                             | Resoconto                                           |
| 2005                                                       | 12 febbraio                                         | Jimmie Johnson                                      | Hendrick Motorsports                                | Chevrolet                                           | 70                                                  | 175                                                 | 0:57:53                                             | 181.399                                             | Resoconto                                           |
| 2006                                                       | 12 febbraio                                         | Denny Hamlin                                        | Joe Gibbs Racing                                    | Chevrolet                                           | 72                                                  | 180                                                 | 1:10:18                                             | 153.627                                             | Resoconto                                           |
| 2007                                                       | 10 febbraio                                         | Tony Stewart                                        | Joe Gibbs Racing                                    | Chevrolet                                           | 70                                                  | 175                                                 | 1:03:12                                             | 166.195                                             | Resoconto                                           |
| 2008                                                       | 9 febbraio                                          | Dale Earnhardt, Jr.                                 | Hendrick Motorsports                                | Chevrolet                                           | 70                                                  | 175                                                 | 1:14:36                                             | 140.751                                             | Resoconto                                           |
| 2009                                                       | 7 febbraio                                          | Kevin Harvick                                       | Richard Childress Racing                            | Chevrolet                                           | 78                                                  | 195                                                 | 1:31:57                                             | 168.564                                             | Resoconto                                           |
| 2010                                                       | 6 febbraio                                          | Kevin Harvick                                       | Richard Childress Racing                            | Chevrolet                                           | 76                                                  | 190                                                 | 1:18:48                                             | 144.742                                             | Resoconto                                           |
| 2011                                                       | 12 febbraio                                         | Kurt Busch                                          | Penske Racing                                       | Dodge                                               | 75                                                  | 187,5                                               | 1:13:15                                             | 153.142                                             | Resoconto                                           |
| 2012                                                       | 18 febbraio                                         | Kurt Busch                                          | Joe Gibbs Racing                                    | Toyota                                              | 82                                                  | 205                                                 | 1:39:07                                             | 124.096                                             | Resoconto                                           |
| 2013                                                       | 16 febbraio                                         | Kevin Harvick                                       | Richard Childress Racing                            | Chevrolet                                           | 75                                                  | 187,5                                               | 1:03:22                                             | 177.538                                             | Resoconto                                           |
| 2014                                                       | 15 febbraio                                         | Denny Hamlin                                        | Joe Gibbs Racing                                    | Toyota                                              | 75                                                  | 187,5                                               | 1:18:35                                             | 143.16                                              | Resoconto                                           |
| 2015                                                       | 14 febbraio                                         | Matt Kenseth                                        | Joe Gibbs Racing                                    | Toyota                                              | 75                                                  | 187,5                                               | 1:22:59                                             | 135.569                                             | Resoconto                                           |
| 2016                                                       | 13 febbraio                                         | Denny Hamlin                                        | Joe Gibbs Racing                                    | Toyota                                              | 79                                                  | 197,5                                               | 1:32:16                                             | 128.432                                             | Resoconto                                           |
| 2017                                                       | 19 febbraio                                         | Joey Logano                                         | Team Penske                                         | Ford                                                | 75                                                  | 187,5                                               | 1:18:13                                             | 143.831                                             | Resoconto                                           |
| 2018                                                       | 11 febbraio                                         | Brad Keselowski                                     | Team Penske                                         | Ford                                                | 75                                                  | 187,5                                               | 1:06:19                                             | 169.641                                             | Resoconto                                           |
| 2019                                                       | 10 febbraio                                         | Jimmie Johnson                                      | Hendrick Motorsports                                | Chevrolet                                           | 59                                                  | 147,5                                               | 1:20:01                                             | 110.602                                             | Resoconto                                           |
| 2020                                                       | 9 febbraio                                          | Erik Jones                                          | Joe Gibbs Racing                                    | Toyota                                              | 88                                                  | 220                                                 | 1:37:51                                             | 134.9                                               | Resoconto                                           |
| Daytona International Speedway - road course (3,61 miglia) |                                                     |                                                     |                                                     |                                                     |                                                     |                                                     |                                                     |                                                     |                                                     |
| 2021                                                       | 9 febbraio                                          | Kurt Busch                                          | Joe Gibbs Racing                                    | Toyota                                              | 35                                                  | 126,35                                              | 1:30:25                                             | 83.845                                              | Resoconto                                           |
| Los Angeles Memorial Coliseum - ovale (0,25 miglia)        |                                                     |                                                     |                                                     |                                                     |                                                     |                                                     |                                                     |                                                     |                                                     |
| 2022                                                       | 6 febbraio                                          | Joey Logano                                         | Team Penske                                         | Ford                                                | 150                                                 | 37,5                                                | 0:57:39                                             | 39.029                                              | Resoconto                                           |
| 2023                                                       | 5 febbraio                                          | Martin Truex Jr.                                    | Joe Gibbs Racing                                    | Toyota                                              | 150                                                 | 37,5                                                | 1:43:04                                             | 21.831                                              | Resoconto                                           |
| 2024                                                       | 3 febbraio                                          | Denny Hamlin                                        | Joe Gibbs Racing                                    | Toyota                                              | 151                                                 | 37.75                                               | 1:08:46                                             | 32.937                                              | Resoconto                                           |

### Piloti plurivincitori
| # Vittorie | Pilota             | Vittoria negli anni                |
| ---------- | ------------------ | ---------------------------------- |
| 6          | Dale Earnhardt     | 1980, 1986, 1988, 1991, 1993, 1995 |
| 4          | Denny Hamlin       | 2006, 2014, 2016, 2024             |
| 3          | Dale Jarrett       | 1996, 2000, 2004                   |
| 3          | Tony Stewart       | 2001, 2002, 2007                   |
| 3          | Kevin Harvick      | 2009, 2010, 2013                   |
| 2          | Neil Bonnett       | 1983, 1984                         |
| 2          | Ken Schrader       | 1989, 1990                         |
| 2          | Jeff Gordon        | 1994, 1997                         |
| 2          | Dale Earnhardt Jr. | 2003, 2008                         |
| 2          | Jimmie Johnson     | 2005, 2019                         |
| 2          | Kyle Busch         | 2012, 2021                         |
| 2          | Joey Logano        | 2017, 2022                         |

### Team plurivincitori
| # Vittorie | Team                        | Vittoria negli anni                                                    |
| ---------- | --------------------------- | ---------------------------------------------------------------------- |
| 12         | Joe Gibbs Racing            | 2001, 2002, 2006, 2007, 2012, 2014, 2015, 2016, 2020, 2021, 2023, 2024 |
| 8          | Richard Childress Racing    | 1986, 1988, 1991, 1993, 1995, 2009, 2010, 2013                         |
| 7          | Hendrick Motorsports        | 1989, 1990, 1994, 1997, 2005, 2008, 2019                               |
| 5          | Team Penske                 | 1998, 2011, 2017, 2018, 2022                                           |
| 3          | Robert Yates Racing         | 1996, 2000, 2004                                                       |
| 2          | Junior Johnson & Associates | 1981, 1984                                                             |

### Costruttori plurivincitori
| # Vittorie | Costruttore | Vittoria negli anni |
| ---------- | ----------- | --- |
| 21         | Chevrolet   | 1983, 1984, 1985, 1986, 1988, 1989, 1990, 1991, 1993, 1994, 1995, 1997, 2003, 2005, 2006, 2007, 2008, 2009, 2010, 2013, 2019 |
| 10         | Ford        | 1987, 1992, 1996, 1998, 1999, 2000, 2004, 2017, 2018, 2022                                                                   |
| 8          | Toyota      | 2012, 2014, 2015, 2016, 2020, 2021, 2023, 2024                                                                               |
| 2          | Oldsmobile  | 1979, 1980 |
| 2          | Buick       | 1981, 1982 |
| 2          | Pontiac     | 2001, 2002 |